# Ala-Naarvanjärvi
Ala-Naarvanjärvi är en sjö i kommunen Lapinlax i landskapet Norra Savolax i Finland. Den är 3,5 meter djup. Arean är 47 hektar och strandlinjen är 4,75 kilometer lång. Sjön  ingår i Vuoksens huvudavrinningsområde.   Den ligger omkring 37 kilometer norr om Kuopio och omkring 360 kilometer norr om Helsingfors. 